# 赵邦牧
赵邦牧（？—？），清朝人，是一名清朝政治人物。
赵邦牧曾于康熙三十三年接替潘眉任兴化府知府一职，康熙四十年由徐希圣接任。